# Mercato creditizio
Il mercato creditizio è il mercato finanziario dove vengono negoziati strumenti finanziari non trasferibili, come i mutui e i depositi bancari, cioè strumenti contraddistinti da un alto grado personalizzazione, in quanto i termini del contratto che legittimano il prodotto sono concordati dalle due parti.
Il mercato creditizio si contrappone al mercato mobiliare, dove vengono negoziati strumenti trasferibili e, quindi, non personalizzati, come azioni e obbligazioni.
| Controllo di autorità | GND (DE) 4073788-3 |